# هيل جسبرسن
هيل جسبرسن (بالدنماركية: Helle Jespersen)‏ هي متسابقة يخت دنماركية، ولدت في 12 فبراير 1968.

## وصلات خارجية
- هيل جسبرسن على موقع أوليمبيديا (الإنجليزية)